# Game Boy Pocket
La Game Boy Pocket fou una consola portàtil petita i lleugera de Nintendo que requeria menys piles el seu llançament es va fer el 21 de juliol de 1996, al Japó i el 3 de setembre de 1996 a Amèrica del Nord. Tenia l'espai per 2 piles AAA, que proveïen de 10 hores contínues de joc. La Game Boy Pocket tenia un petit port link, requeria un adaptador per a connectar-la amb el model vell de Game Boy. El port va ser dissenyat per a utilitzar-se en tots els models anteriors al model Game Boy Micro. La pantalla es va canviar a una pantalla LCD FSTN que incloïa una capa de compensació per produir una veritable pantalla en blanc i negre, en lloc de la pantalla monocromàtica de "sopa de pèsols" del Game Boy original. La primera revisió del model pocket no incloïa el led de càrrega de bateria, però va ser inclòs en la segona versió del model a causa de la demanda del públic.
En 1997 es va llançar una revisió de Game Boy Pocket que era en blanc i negre, els seus jocs principals van ser Super Mario, Pokemon... fins que mas tard va sortir la Game Boy Color, que va ser en color i amb més característiques.